# Palacio de Borély
El palacio de Borély es un château del siglo XVIII de Francia, situado en el distrito de  Bonneveine, el octavo distrito de Marsella. Sirve desde el 15 de junio de 2013 como sede del Musée des Arts décoratifs, de la Faïence et de la Mode.
Desde 1936 está clasificado como monumento histórico por el Ministerio Francés de Cultura.

## Historia

### Construcción

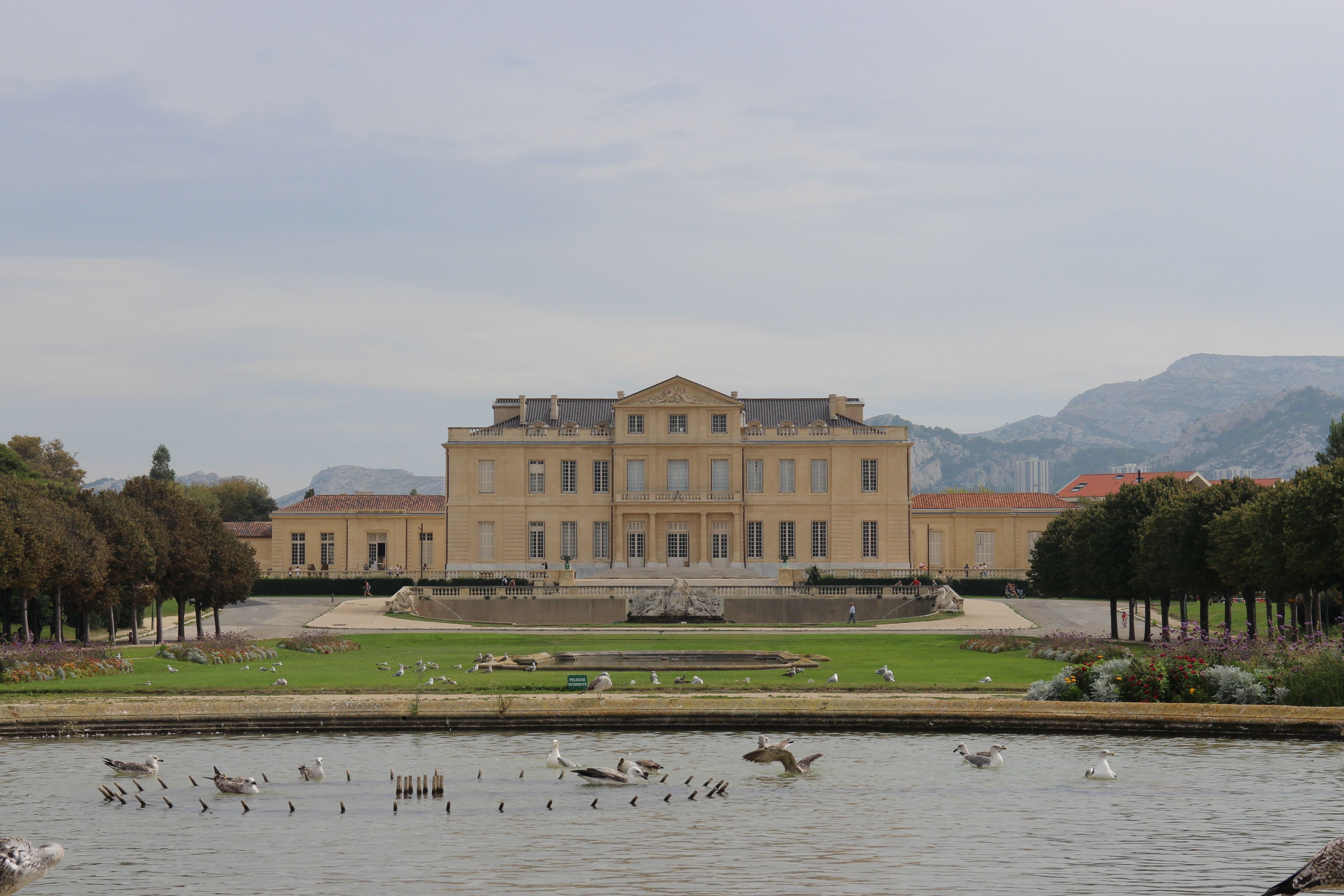
Vista lejana

Joseph Borély compró el 26 de junio de 1684 a Alzéar d'Antoine una propiedad de tierras, viñas, prados, jardín, árboles y edificio en el barrio de Bonneveine. Ese mismo año de 1684, su hermano Francois Borély fue nombrado primer concejal de Marsella, signo de su éxito en los grandes negocios.: 11  Nicolás y Louis Borély, los dos hijos de Joseph, residieron durante mucho tiempo en Alejandría, donde dirigían un puesto de comercio que importaba a Marsella trigo, arroz, seda y especialmente aceite para la fabricación de jabón.: 12  El hijo mayor, Nicolas Borély, fue nombrado en 1747 primer concejal de Marsella y luego fue ennoblecido en 1753 por Luis XV; se hizo construir un magnífico hôtel particulier (mansión) en la esquina de la calle Vacon y de la calle San Ferreol, que será destruido en 1848. Su hermano menor, Louis Borély, de vuelta en Marsella en 1755, continuó la constitución del dominio familiar de Bonneveine mediante sucesivas adquisiciones de terrenos: «La Tirane», «La Michèle», «La Dumone» y sobre todo en 1764 «La Valbelle». En estos terrenos decidió construir un château y solicitó un proyecto al entonces famoso arquitecto Charles-Louis Clérisseau. Este le entregó un dibujo de un proyecto de fachada el 1 de septiembre de 1767.: 16  Es probable que Louis Borély encontrase ese proyecto demasiado complicado y pidió a Marie-Joseph Peyre, director de los edificios del rey, que lo simplificara.: 13  Los cambios realizados por este no se conocen con exactitud ya que no hay ningún plano de ellos. También es probable que otros arquitectos (Aulagnier, Torcat) hayan aportado su contribución sin saber de qué importancia.: 17 

### Los propietarios sucesivos
Louis Joseph Denis Borély murió el 6 de abril de 1784 y, al no tener hijos, dejó todos sus bienes a su hermano más joven, Honoré Borély, miembro honorario de la Academia de pintura y escultura de Marsella. Este último sigue manteniendo el castillo y aumentando notablemente la biblioteca.: 81  Durante la Revolución se alejó del castillo pero lo recuperó prácticamente intacto. A su muerte el 26 de julio de 1804, el castillo pasa a ser propiedad de su única hija Louise Marie Jeanne que se casó el 18 de mayo de 1800 con Pierre Léandre de Mark de Tripoly, conde de Panisse-Passis.: 82   Este último preservó cuidadosamente el castillo y las colecciones que contenía. A su muerte esta suntuosa residencia se transfirió a su hijo, el marqués de Gaston de Panisse que, habiendo también heredado una magnífica finca en la comuna de Lamanon, decidió vender el castillo Borély.

### El museo arqueológico
En realidad es una bastida de campo, que era habitada sobre todo cuando hacía buen tiempo. Este castillo fue construido en el siglo XVIII a petición de Louis Borély (1692-1768), un rico comerciante de Marsella.
Está situado en el actual parque Borély. Fue cedido a la ciudad desde el siglo XIX y albergó el museo de arqueología durante varios años (y hasta 1989). Una tèse, o caza de damas, todavía existe en el parque.
Amplio edificio en 3 plantas, está flanqueado por dos pabellones, un gran patio y un pórtico en la parte posterior. El edificio principal que abunda en salas ricamente decoradas, incluye en el primer piso una hermosa capilla oval.
El castillo Borély, que clasificado como monumento histórico en 1936, ha sido objeto de una profunda restauración entre 2009 y 2013, y está de nuevo abierto al público desde el 15 de junio de 2013. Sirve como sede del Musée des Arts décoratifs, de la Faïence et de la Mode.

## Galería de imágenes

Interiores del hoy museo
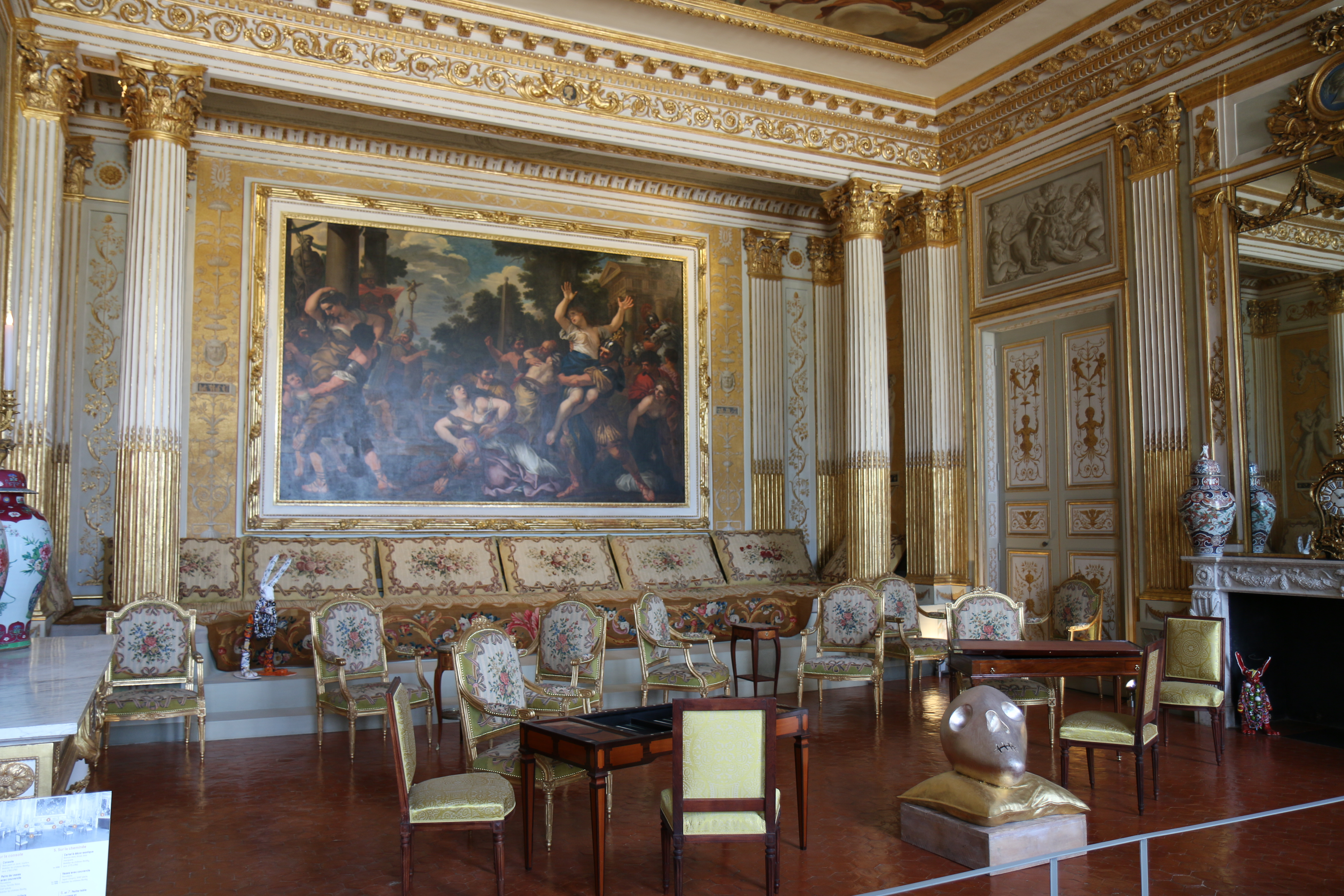
Salón dorado
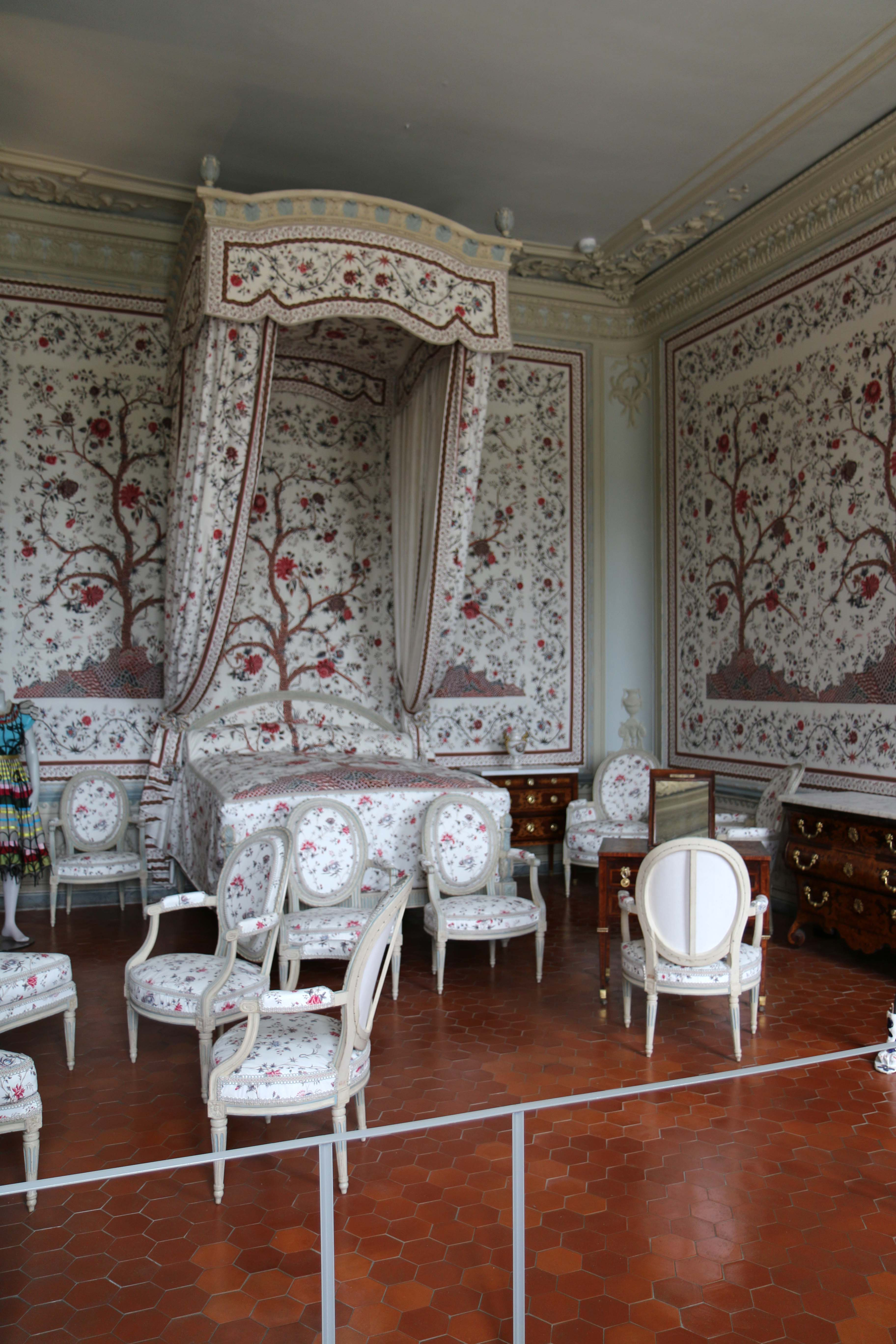
Cámara de aparato
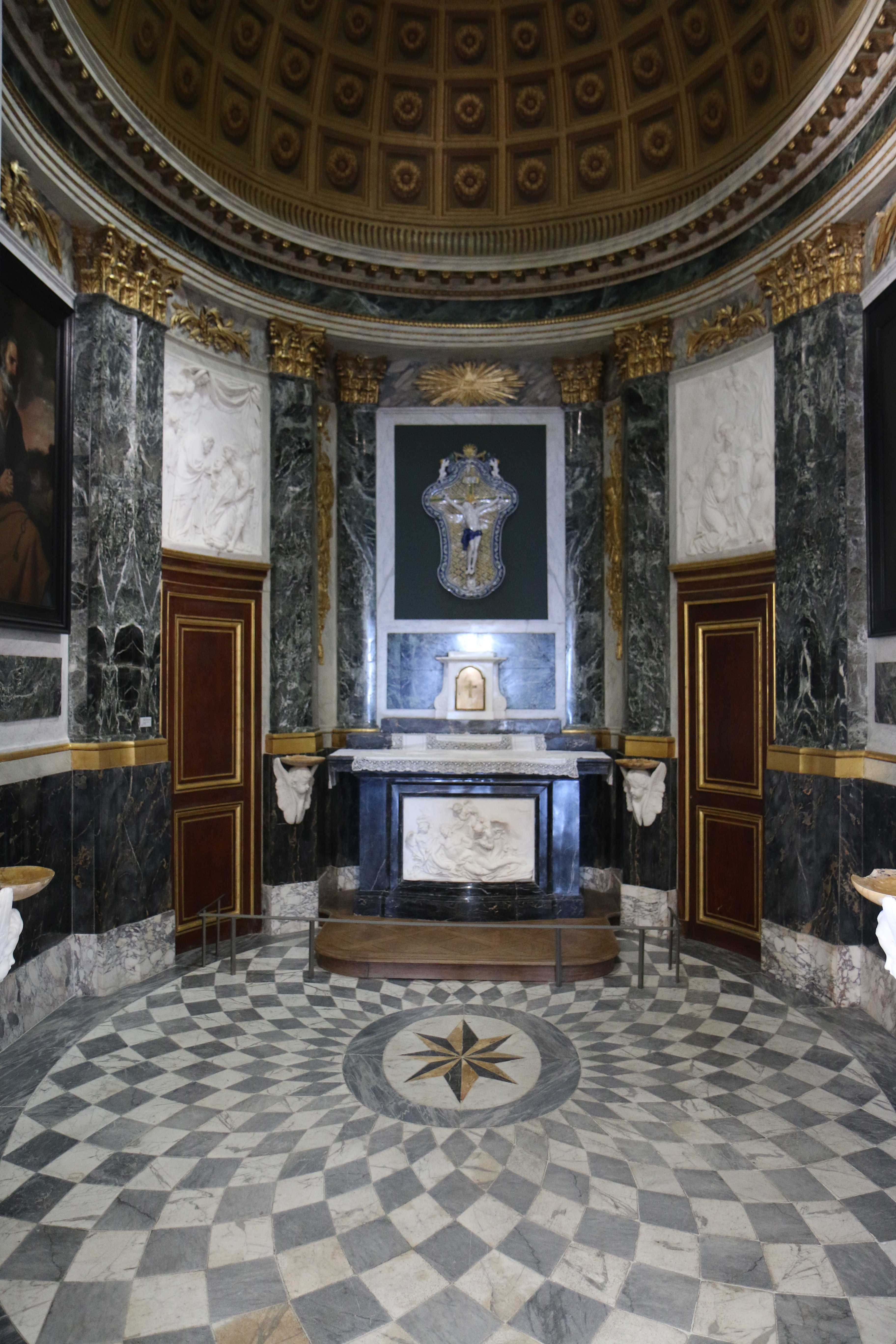
Capilla oval